# A Long December
"A Long December" é uma canção escrita por Adam Duritz, gravada pela banda Counting Crows.
É o terceiro single do segundo álbum de estúdio lançado em 1996, Recovering the Satellites.

## Paradas
| Ano  | Parada                     | Posição |
| ---- | -------------------------- | ------- |
| 1996 | Hot Adult Top 40 Tracks    | 6       |
| 1996 | Hot Mainstream Rock Tracks | 9       |
| 1996 | Alternative Songs          | 5       |
| 1996 | Mainstream Top 40          | 7       |
| 1997 | Top 40 Adult Recurrents    | 2       |